# Подывотье
Подывотье — село в Севском районе Брянской области России. Расположено в 170 км от Брянска и в 2 км от российско-украинской границы Сумской области.

## История
Село Подывотье известно с 1643 года, и находилось оно в трёх километрах от нынешнего села. К югу от Подывотья большой лесной массив (сосна, берёза). В Подывотье есть три кладбища, а также храм во имя Пророка Илии, изначально построенный в 1783 г. и сожжённый оккупантами во время Великой Отечественной войны. Вновь храм был открыт в 1989 году.
28 мая 1942 года каратели (венгры и полицаи) окружили большую группу беззащитных селян. Детей, женщин и стариков расстреляли из пулемётов и забросали гранатами. Было убито 182 человека, из них 79 детей. На месте массового расстрела в лесу возведён памятник «Скорбящая мать».

## Население
| 2010 | 2013 |
| ---- | ---- |
| 540  | ↘523 |

## Известные люди
Студенту орловской семинарии Феодору Ильинскому, учителю приходского училища села Подывотья, Севского уезда, объявлено Архипастырское благословение Его Преосвященства, за его, Ильинского, усердие в обучении крестьянских детей грамоте. Орловские епархиальные ведомости, № 8, 1866 год.
В селе родились:
- Алексей Яковлевич Юрков (1923—1997) — полный кавалер Ордена Славы.
- Александр Александрович Большунов (род. 1996) — российский лыжник, чемпион мира и Олимпийских игр.